# 松山市考古館
松山市考古館（まつやましこうこかん）は、愛媛県松山市にある考古学博物館。松山市立埋蔵文化財センターの出土品展示施設として1989年（平成元年）10月31日に開館し、現在は公益財団法人松山市文化・スポーツ振興財団が管理している。

## 施設
常設展示室では、「見る」「聞く」「触れる」「考える」をコンセプトとし、松山平野で出土した考古資料約8,200点を展示している。

### 松山市立埋蔵文化財センター
- 1階 - エントランスホール、常設展示室、特別展示室、管理事務室、学芸研究室、鉄器・木器処理室、整理室、洗浄室など
- 2階 - 講堂（視聴覚室）、調査研究室、スタジオ、写真管理室、図面資料室、収蔵庫、書庫など
- 敷地面積5,441m2、建築面積1,708m2、総工費約10億2,300万円

### 松山市文化財情報館
- 1階 - 公開準備室、歴史学習室、エントランスホール、事務所、整理室など
- 2階 - 収蔵庫
- 敷地面積9,142.36m2、建築面積437.42m2、総工費約1億5,281万円

### 屋外展示
- 高床建物 - 市内の古照遺跡から出土した部材を基にして復元されたもの[2]。

## ギャラリー

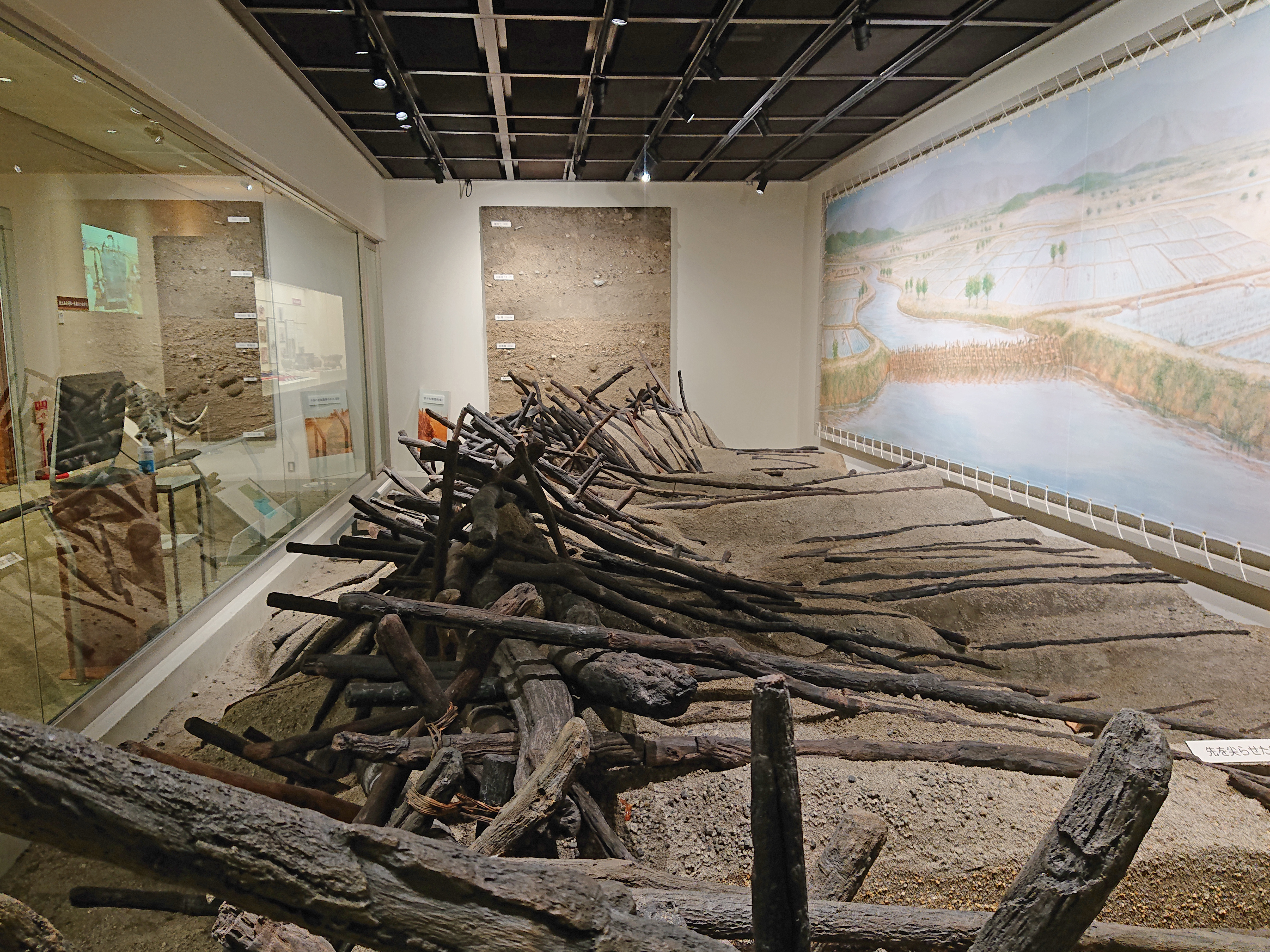
古照遺跡の古墳時代の堰跡遺構。
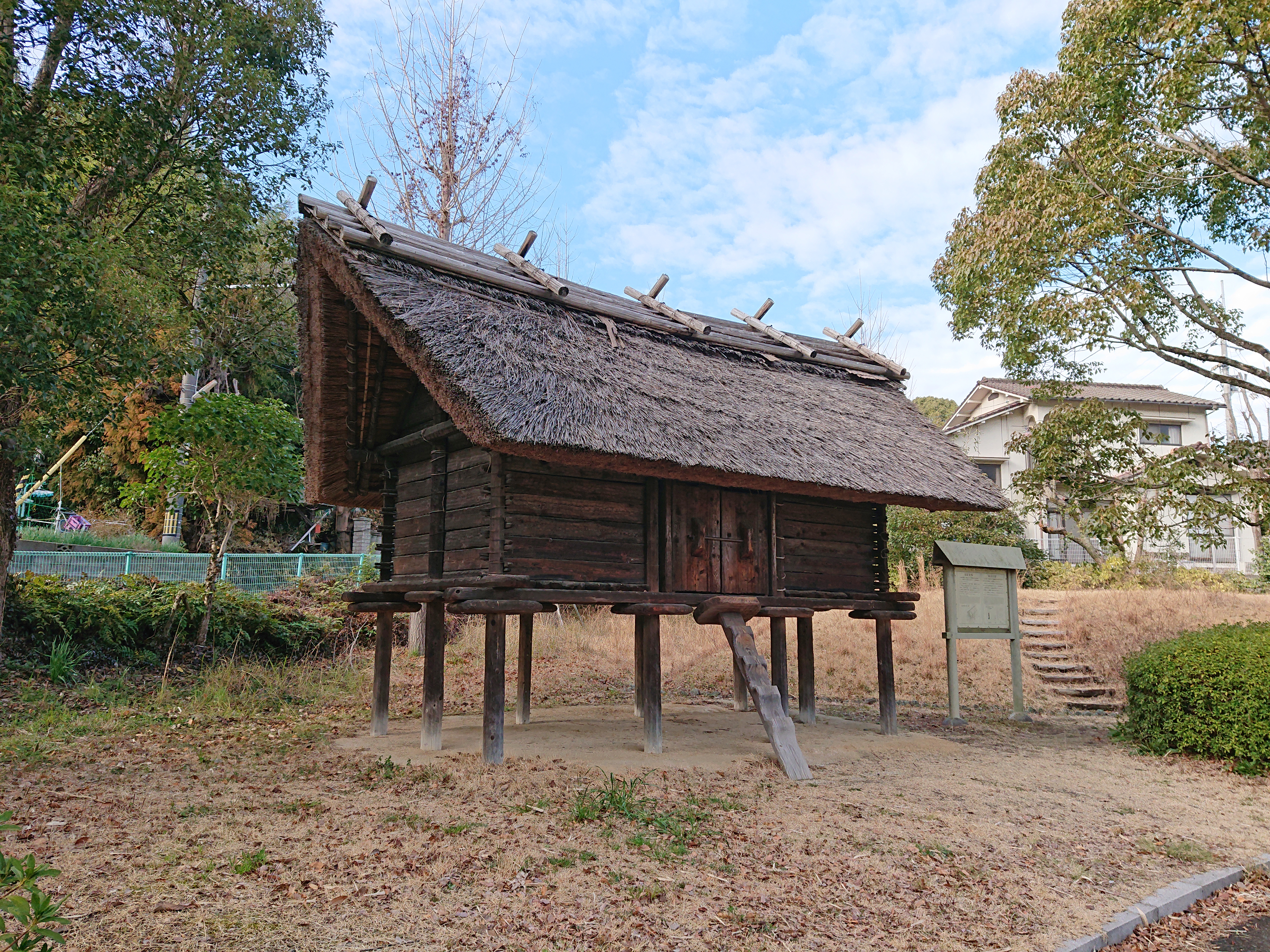
古照遺跡の高床建物部材を基に復元された屋外展示建物。

## 文化財

釜ノ口遺跡 大型器台

国の重要文化財
- 愛媛県朝日谷二号墳出土品[3]

愛媛県指定有形文化財
- 大型器台・釜ノ口遺跡出土1箇[4]

## 出前講座
当館では、2001年から学校や公民館などに出前講座を開始した。2015年には講座の実施が千件、受講者は59500人を超え、文部科学省の広報誌で日本最多と紹介された。出前講座の半数は小学校で中学校、高等学校、公民館、児童クラブがそれに次ぐという。館長（2023年現在）の梅木謙一によれば、出前講座を始めたきっかけは、小学校の教員から「松山市の歴史をまとめたビデオはないか」と聞かれたが、ただ教材を貸し出しても学びは深まらないと考え「それなら私達がお手伝いしましょう」ということになったという。当館が出前講座に力を入れるのは、鉄道の駅が近くにない、という立地条件の悪さも大きな理由になっている。以前は校外学習としてバス借り切りで来館していた小中学生も学校予算削減などで減少した。そこで「来ないのならこちらから行けばいい」と思い、学校や公民館に出前講座のちらしを配ったという。